# Litopeltis brevitarsis
Litopeltis brevitarsis är en kackerlacksart som först beskrevs av Henri de Saussure 1893.
Litopeltis brevitarsis ingår i släktet Litopeltis och familjen jättekackerlackor. Artens utbredningsområde är Panama. Inga underarter finns listade i Catalogue of Life.